# Байсаров, Рамзан Султанович
Байсаров Рамзан Султанович (род. 1 ноября 1989 года, Ножай-Юртовский район, Чечено-Ингушская АССР) — спортсмен, профессиональный боксер, чемпион WBC Eurasia (2016-17) WBA ASIA (2019-20) по боксу, мастер спорта РФ по боксу. (2021-2022) Чемпион WBC CISBB (СНГ, Славянских и Балтийских стран).

## Биография
Рамзан Байсаров родился в селе Ножай-Юрт, затем рос и проживал в городе Грозном. По национальности — чеченец.
В 1999 году, в возрасте 10 лет, пришёл в детско-юношескую секцию бокса, занимался под руководством тренера — мастера спорта Асламбека Джибраилова. В 2010 году сдал норматив на звание мастера спорта РФ в любительском боксе. С 2015 года стал резидентом клуба смешанных единоборств «Ахмат» и профессиональным спортсменом.
В 2016 году Байсаров продолжил спортивную подготовку в Москве, начинав сотрудничать с тренером Андреем Ивичуком (известен под прозвищем «Бупас»; также тренировал большое количество других широко известных боксёров и бойцов смешанных единоборств, включая Бату Хасикова, Алексея Папина, Владимира Минеева).
По состоянию на весну 2021 году Рамзан Байсаров продолжает тренироваться в команде Ивичука.

###### Личная жизнь
Женат. Воспитывает троих детей (двух дочерей и одного сына).

## Карьера
Рамзан Байсаров дебютировал в профессиональном боксе 15 мая 2015 года. В этом же году состоялась его, по мнению спортивных обозревателей, «яркая победа» над двукратным чемпионом России Павлом Мамонтовым.
В дальнейшем Байсаров выиграл титул WBC Eurasia сезона 2016-17 годов. Однако следующий бой с опытным мексиканским боксером Сильверио Ортисом за титул WBC Confederation в испанском городе Бенидор был проигран.
После этого в карьере Рамзана Байсарова имел место почти двухгодовой перерыв. Тем не менее, 24 июля 2019 года он вернулся на ринг, сразившись с Артемом Вичкиным. Бой закончился победой Рамзана в 4-м раунде техническим нокаутом.
Через 2 месяца Байсаров продолжил победную серию, нокаутировав угандийского боксера Соломона Богере и завоевав титул WBA ASIA. Спустя год этот титул был защищён в бою с Наронгом Бунчангом (Таиланд).
Следующим заметным достижением стал рейтинговый бой с англичанином Кондрадом Стемпковски (Konrad Stempkowski) 3 августа 2020 года, по итогом которого единогласное решение судейской коллегии присудило победу Байсарову.
С октября 2020 года по 20 марта 2021 года Рамзан Байсаров готовился к матч-реваншу с Сильверио Ортисом (последний является действующим чемпионом по версии IBA). Но по техническим причинам Мексиканец не смог прилететь в Москву, и произошла замена оппонента, на более серьёзного противника из Венесуэлы- Мишеля Маркано(22 боя 2 поражения). Бой состоялся  20 марта 2021 в Москве на арене МЕГАСПОРТ за титул WBC CISBB (СНГ, Славянских и Балтийских стран).
Техническим нокаутом Рамзан Байсаров победил сильного соперника и завоевал титул WBC CISBB (СНГ, Славянских и Балтийских стран).
На данный момент Рамзан Байсаров является конкурсантом и участником федерального проекта Россия Страна Возможностей по направлению проекта ТопБлог(развитие своего личного блога спортсмена).  Финал конкурса состоится в конце лета 2021 года.

## Предстоящие бои
На данный момент Рамзан Байсаров проходит реабилитацию и восстановление после боя 20 марта. Информация о предстоящих поединках уточняется.